# Hoya obovata
Hoya obovata ist eine Pflanzenart der Gattung der Wachsblumen (Hoya) aus der Unterfamilie der Seidenpflanzengewächse (Asclepiadoideae). 

## Merkmale
Die Triebe sind windend und relativ kräftig. Die ovalen bis herzförmigen, relativ großen Blätter sind sehr dickledrig und fleischig. Sie sind bis 15 cm lang, bis 10 cm breit und kahl. Die Spitze weist zwei Zipfel auf und der Rand ist umgebogen. Der Blattstiel ist bis 1 cm lang. Der Blütenstand ist flach, misst 15 cm im Durchmesser und sitzt auf einem kurzen Stiel. Die Dolde hat 20 bis 30 Einzelblüten. Die Blütenkrone misst ca. 1,5 cm im Durchmesser und ist cremeweiß, gelblich orange bis rosa oder dunkelrot. Die Oberseite ist papillös. Die Kronenzipfel sind oval und zugespitzt, die Spitze ist zurückgebogen. Die Nebenkrone ist dunkelrot, im Zentrum noch etwas dunkler. Die staminalen Nebenkronenzipfel sind breitoval, bis 4 mm lang und in der Mitte etwas eingetieft. Der innere Fortsatz ist zugespitzt, der äußere Fortsatz gerundet. Die Blüten scheiden viel Nektar aus, der klar ist. Sie duften sehr stark, der Duft wird beschrieben wie „stark riechende Rosen“ oder „stinkend wie Geißblatt“.
Die Chromosomenzahl beträgt 2n = 22.

## Geographisches Vorkommen
Die Art kommt in Indonesien (Sulawesi), Indien, Thailand und den Fidschis vor. Der Holotyp stammt von einer nicht genau bekannten Lokalität auf Sulawesi.

### Online-Quelle
- Website über die Gattung Hoya von Simone Merdon-Bennack - Hoya obovata (Memento vom 11. April 2005 im Internet Archive)